# تسكدلت
تسكدلت هي جماعة قروية تابعة لإقليم شتوكة آيت باها ضمن جهة سوس ماسة بالمغرب. بلغ مجموع عدد سكان تسكدلت حسب إحصاءات 2004 حوالي 6526 نسمة يعيشون في 1168 أسرة.